# Phoebe Hearst
Phoebe Apperson Hearst (3 décembre 1842 – 13 avril 1919) est une institutrice, philanthrope, féministe et suffragette américaine, mère de William Randolph Hearst.

## Biographie
Phoebe Hearst est née dans le comté de Franklin, Missouri. À 19 ans, elle épouse George Hearst, qui deviendra plus tard  sénateur. Peu après leur mariage, le couple emménage à San Francisco, Californie, où Phoebe donne naissance à leur seul enfant, William Randolph Hearst, en 1863.
Elle meurt à Pleasanton, Californie, le 13 avril 1919, victime de l'épidémie mondiale de grippe espagnole.

## Source
- (en) Cet article est partiellement ou en totalité issu de l’article de Wikipédia en anglais intitulé « Phoebe Hearst » (voir la liste des auteurs).